# Park Miejski w Bielawie
Bielawski Park Miejski – park znajdujący się w Bielawie na Dolnym Śląsku.

## Historia
Park założyła w 1850 rodzina Seidlitz jako park przypałacowy. 1 września 1930 miasto odkupiło park od ostatniego przedstawiciela rodziny Seidlitz-Sandreczkich, Adolfa von Seidlitz. 
Około 1932 w parku otwarto kawiarnię „Café Parkgaststätte” (Kawiarnia Parkowa - dzisiaj budynek nie istnieje), zbudowaną według projektu świdnickiego architekta A.G. Gauerta i prowadzoną przemiennie przez Georga Ludwiga i Ernsta Hübnera. Był to drewniany, parterowy obiekt o wymiarach 12,14 m x 9 m i wysokości 3,5 m (nie licząc spadzistego dachu). W 1939 dobudowano taras i otwarty pawilon. Po 1945, do lat 80. XX w., kawiarnia funkcjonowała pod nazwą „Krystynka”.
W początku XX w. przy dzisiejszym Parku Miejskim funkcjonował młyn zbożowy „Schlossmühle” (Młyn Zamkowy), w l. 20. zwany „Steinbrichsmühle” (Młyn Steinbricha), po którym pozostał kanał młyński (Mühlgraben) obok budynku przy ul. Wojska Polskiego 6. Kanał ten wykorzystywano do zasilania dwóch stawów w parku. W 1934 mniejszy staw zlikwidowano, a w jego miejscu w 1935 powstał basen kąpielowy o powierzchni 6000 m kw. Na obiekcie tym w 1936 kadra pływaków Niemiec rozgrywała eliminacje przed igrzyskami olimpijskimi. Pływalnia miała trampolinę, natryski, kabiny i kawiarenkę. Zarządcą obiektu (Bademeister) był Gerhard Matschijewski.
W latach 30. XX w. na większym stawie ze sztuczną wyspą na środku, umożliwiono pływanie łódkami-gondolami, a zimą na zamarzniętej tafli urządzano ślizgawkę.
W latach 60. park stopniowo podupadał z powodu braku funduszy. Na trawnikach pasły się gęsi, kury, a nawet kozy.
Basen kąpielowy zlikwidowano w latach 80. XX w., a na dawnym stawie gondolowym, w ostatnich latach zainstalowano podświetlaną fontannę.
W parku działa Centrum Edukacyjno-Informatyczne zarządzane przez Ośrodek Sportu i Rekreacji.
W gminnej ewidencji zabytków znajdują się muszla koncertowa oraz pawilon parkowy, powstałe po 1900.

## Atrakcje

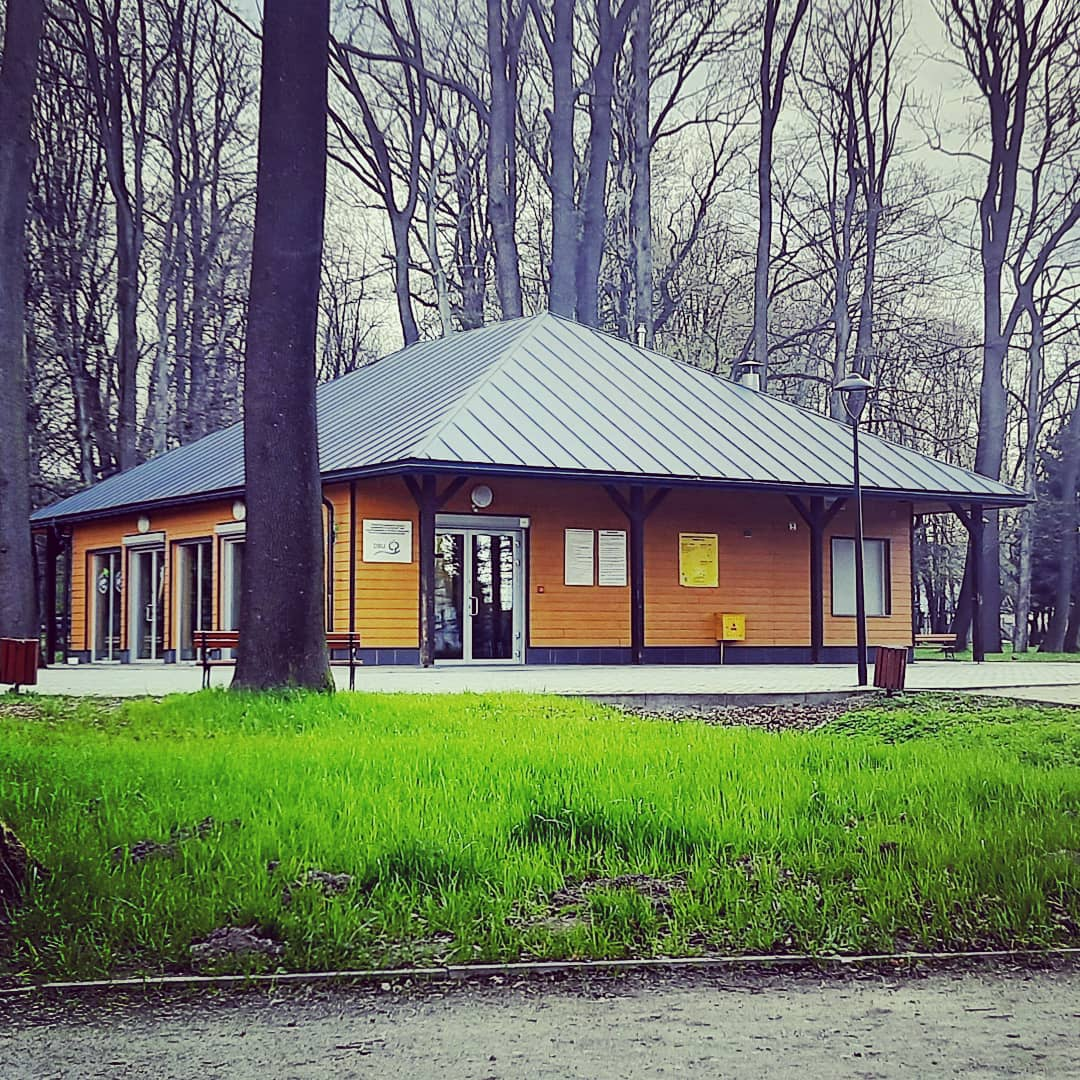
kawiarenka „Eko Cafe”

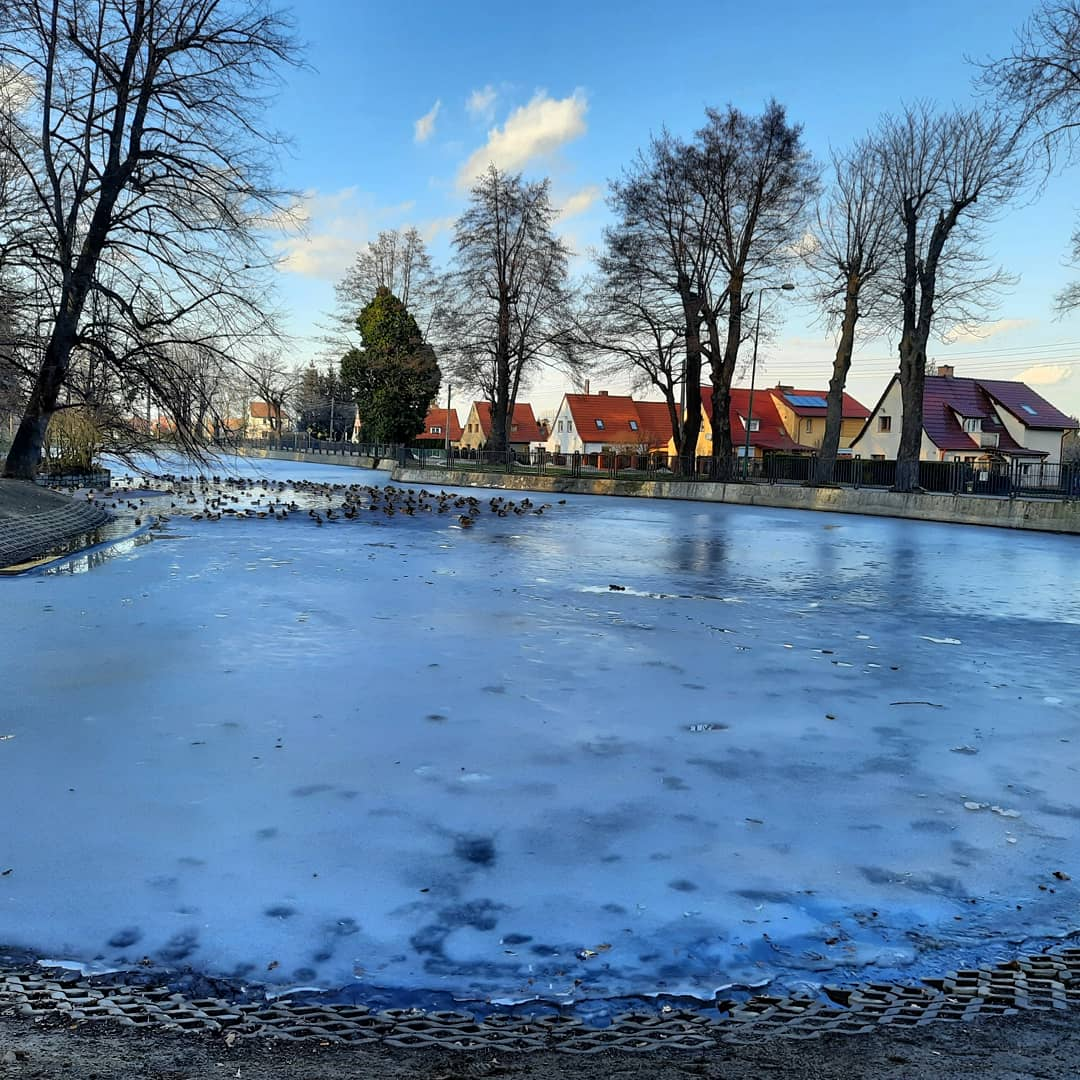
Staw w parku

Na terenie parku jest wybudowanych wiele atrakcji, m.in.:
- Dolnośląskie Centrum Nauki Jazdy na Rowerze (wybudowane w styczniu 2021)[5][6]
- siłownia plenerowa[7]
- park linowy z trzema trasami przejścia[8][9]
- skate park[9]
- przystań kajakowa (rowery wodne oraz kajaki)[10]
- kawiarenka „Eko Cafe”[11]
- plac zabaw[9]
- most zakochanych[12]

Organizowane są spektakle teatralne, koncerty muzyczne, zawody sportowe oraz festyny.

## Fauna i flora

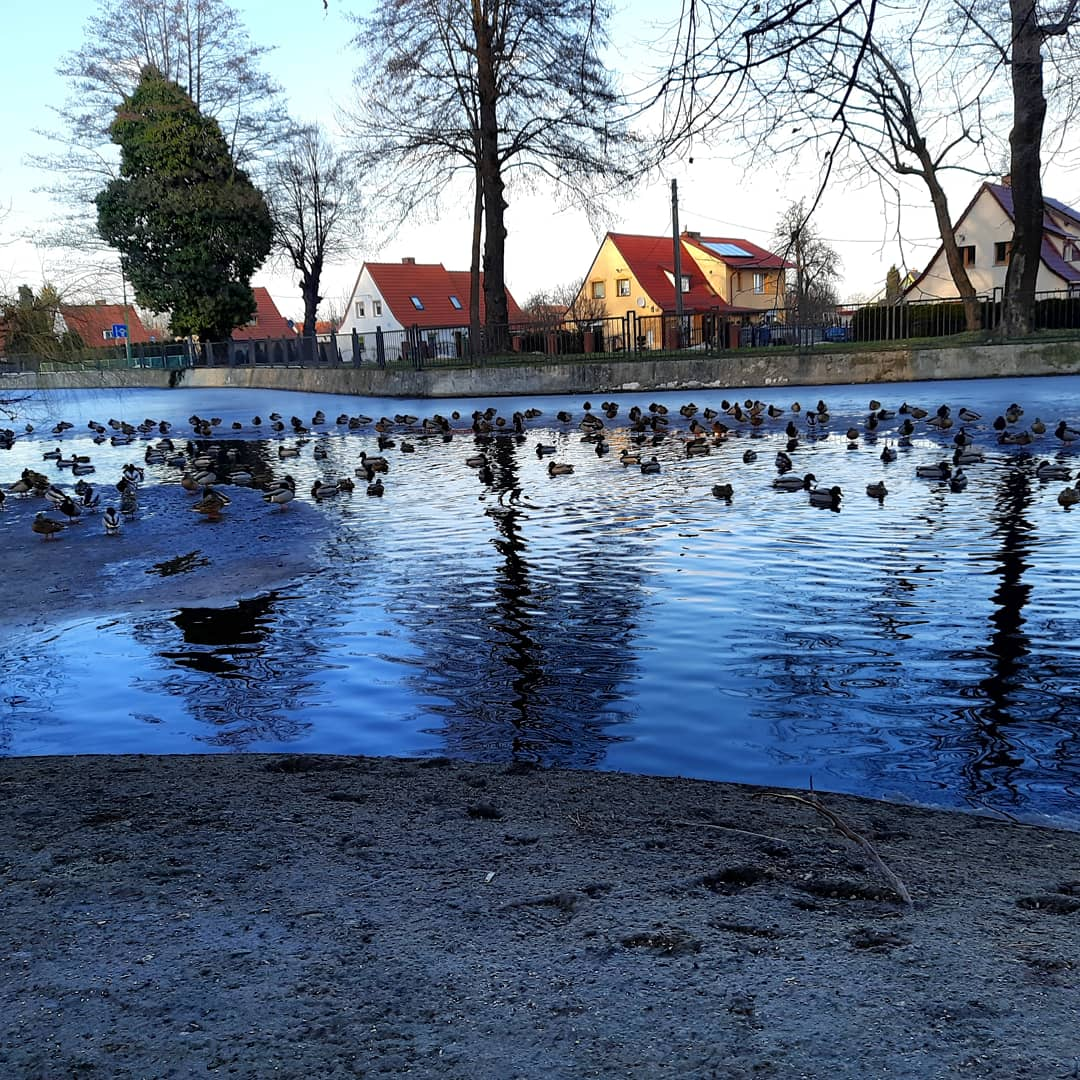
Kaczki pływające w parkowym stawie

W parku występuje wiele ptaków, między innymi: drozdy, kosy, sroki, kaczki, gołębie grzywacze, zięby czy sikory. Znajdują się tu dwa dęby szypułkowe (Quercus robur) uznane za pomniki przyrody i wpisane do Rejestru Wojewódzkiego Konserwatora Przyrody we Wrocławiu.